# Warre Mulder
Warre Mulder (Borgerhout, 1984) is een Belgisch beeldend kunstenaar.

## Loopbaan
Mulder werd geboren in Borgerhout in 1984. Hij groeide op in een kunstzinnig gezin: zijn beide ouders zijn leerkracht handvaardigheid. Na de kunsthumaniora te hebben afgerond begon Mulder een studie schilderkunst aan het KASK in Gent, maar rondde deze niet af. Vervolgens studeerde hij een jaar beeldhouwkunst aan Sint-Lucas in Antwerpen, maar stapte terug over naar schilderkunst.
De werken van Mulder zijn hoofdzakelijk gemaakt van klei en hout, maar hij werkt tevens met andere materialen waaronder kunststof en acrylhars.

## Solotentoonstellingen
- Der kulturen bloeme (2011)
- Nununununu.... (2012)
- Wat de rups het einde noemt (2016)
- So you don´t get lost in the neighboorhood (2017)[3]

- Gemeinsame Normdatei: 1205810927
- RKD-Nederlands Instituut voor Kunstgeschiedenis: 369500
- Virtual International Authority File: 6624158369773601460003